# Осока весняна
Осока весняна (Carex caryophyllea) — вид багаторічних трав'янистих рослин родини осокові (Cyperaceae). Етимологія: лат. caryophyllea означає «рожевий».

## Опис
Кореневища короткі. Молоді корені мають характерний жовтий кінчик. Стебла гладкі, слабо опушені, до 35 см, трикутні, кути від гострих до закруглених. Листя сидяче; коричнева листова оболонка коротка; листові пластини темно-зелені, 7–25 см×1,5–3 мм, злегка зігнуті вдвічі. Суцвіття 2–4 см. Плоди коричневі, оберненояйцеподібні, 2–3 мм, опушені, з дзьобом менше 0,3 мм. Луски коричневі з жовто-коричневою жилкою. Число хромосом, 2n = 62, 64, 66 або 68.

## Поширення
Поширений у Євразії: Вірменія; Азербайджан; Грузія; Японія; Корея; Казахстан; Монголія; Російська Федерація; Туреччина; Білорусь; Естонія; Латвія; Литва; Україна; Австрія; Бельгія; Чехія; Німеччина; Угорщина; Нідерланди; Польща; Словаччина; Швейцарія; Данія; Фінляндія; Ісландія; Ірландія; Норвегія; Швеція; Об'єднане Королівство; Албанія; Боснія і Герцеговина; Болгарія; Хорватія; Греція; Італія; Чорногорія; Румунія; Сербія; Словенія; Франція; Португалія; Іспанія. Введений: Округ Колумбія, штат Мен, Массачусетс. Також культивується. Населяє кислі або основні, від сухих до вологих низькотравні поля.

## Галерея

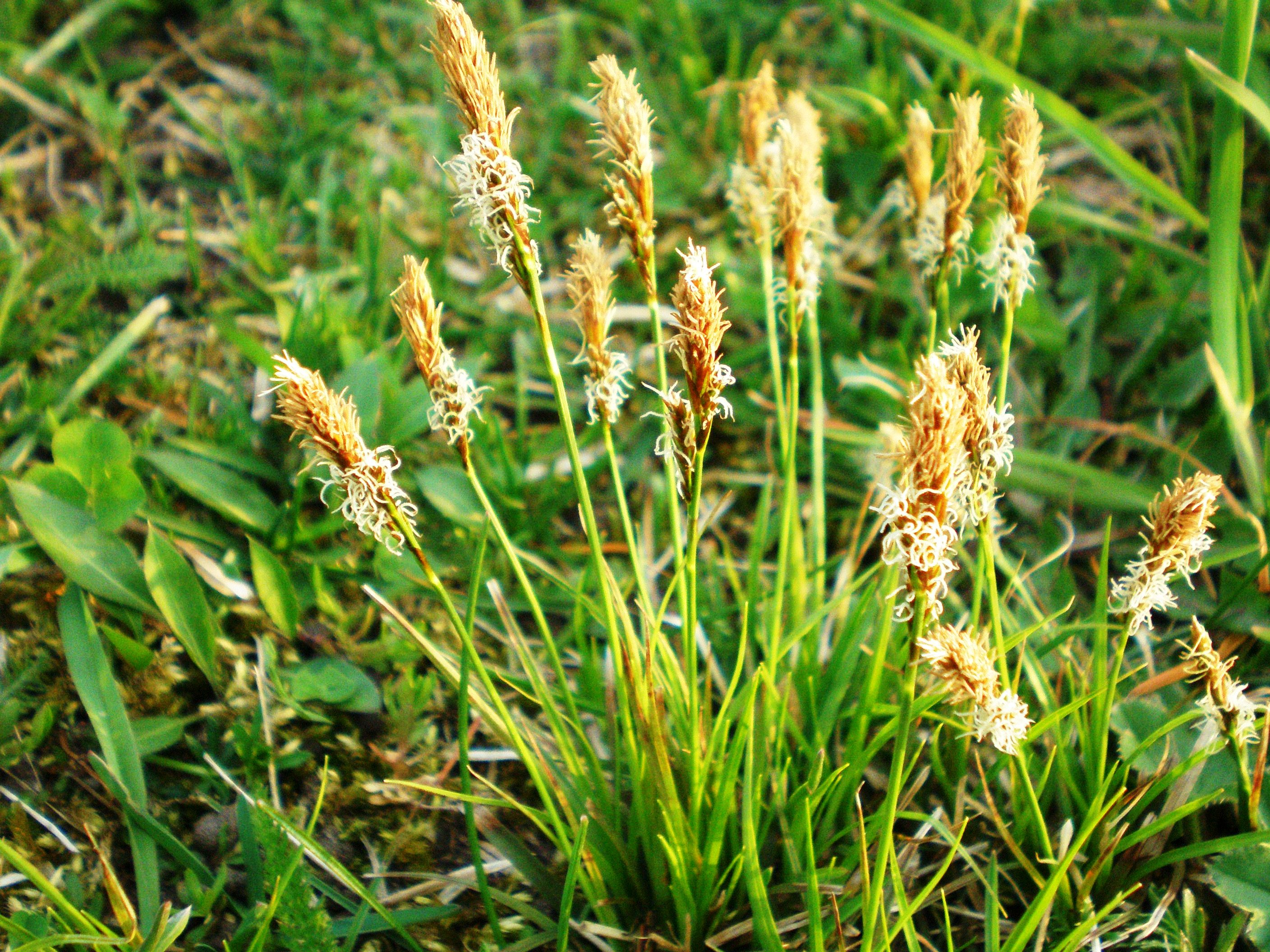
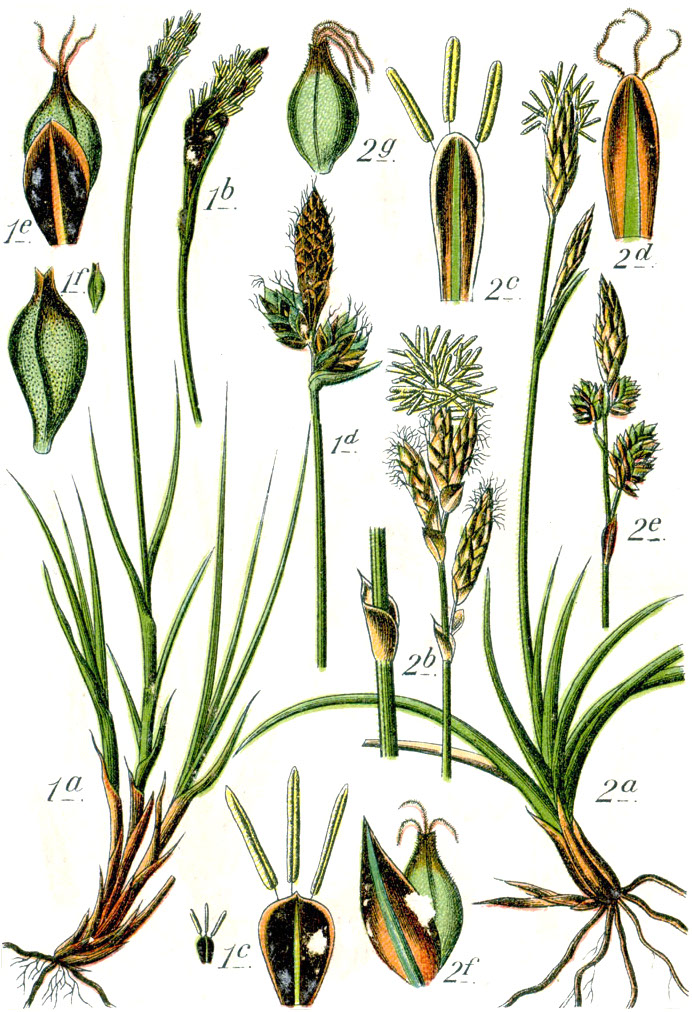